# Jüdischer Friedhof Merzhausen
Der Jüdische Friedhof Merzhausen ist ein Friedhof in Merzhausen, einem Ortsteil der Gemeinde Willingshausen im Schwalm-Eder-Kreis in Nordhessen.
Der 626 m² große jüdische Friedhof liegt am rechten, östlichen Ufer des Fischbachs an der Waldstraße hinter dem Försterhaus. Über die Anzahl der noch vorhandenen Grabsteine – viele von ihnen tragen den Namen „Spier“ – gibt es keine Angaben.

## Geschichte
Das Alter des Friedhofes ist nicht bekannt. Zwischen 1910 und Ende der 1930er Jahre fanden dort noch 24 Beisetzungen statt. In der NS-Zeit wurde er geschändet, nach 1945 musste die Ortsgemeinde ihn wieder herrichten. Als letztes Mitglied der jüdischen Gemeinde Merzhausen wurde 1947 Salomo (Schleume) Spier beigesetzt. Er war aus dem Ghetto Theresienstadt zurückgekehrt und starb wenig später an den Folgen der dort erlittenen Misshandlungen.